# Jacob Bernhard Oldenkott

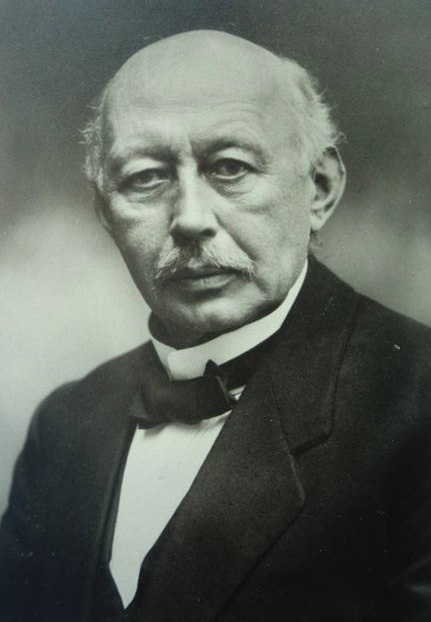
Jacob Bernhard Oldenkott (1853–1926)

Jacob Bernhard Oldenkott (* 19. November 1853 Haus  Sonderhaus in Ahaus; † 21. Juli 1926 im Schloss Ahaus) war ein deutscher Tabakfabrikant.

## Leben
Als Sohn der Eheleute Theodorus Franciscus Oldenkott (1823–1905) und Maria Anna Triep (1831–1879) entstammte Bernardus Oldenkott der niederländischen Fabrikantenfamilie Oldenkott. Er war der zweitälteste Sohn und hatte dreizehn Geschwister, von denen sieben vor Erreichen des dritten Lebensjahres starben. Das Elternhaus „Haus Sonderhaus“ hatte Theodorus Franciscus Oldenkott 1849 errichtet und 1858 an den Landrat Julius von Hülst verkauft. Es diente vielen Landräten, zuletzt Friedrich Freiherr von Schorlemer-Alst, der es 1880 kaufte, als Wohnsitz.
1880 übernahm Jacob Bernhard das Amsterdamer Tabakunternehmen. Sein Vater, der das Unternehmen 1853 von seinem Bruder Jacobus Bernardus übernommen hatte, berief ihn 1887 nach Ahaus zurück und machte ihn zum Chef der Ahauser Firma. In Xanthi (Bulgarien), in Izmir und Sason (Türkei) errichtete er große Tabakspeicher und weitete 1895 das Unternehmen um eine zusätzliche Zigarrenfabrik aus. Im Jahre 1911 gründete er in Saulgau eine Filial-Zigarrenfabrik, deren Leitung er seinem Sohn Paul übertrug. 
Im Jahre 1883 heiratete er in Gescher Maria Theresia Hüesker. Aus der Ehe gingen vierzehn Kinder hervor.

## Ehrung
In Anerkennung der Verdienste der Familie Oldenkott hat der Stadtrat Ahaus 1953 die dem Schloss Ahaus vorgelagerte „Schlossfreiheit“ in „Bernadus-Oldenkott-Platz“ umbenannt. 1972 erhielt dieser Platz den Namen „Oldenkottplatz“.